# George Fullerton
George William Fullerton, né le 7 mars 1923 à Hindsville et mort le 4 juillet 2009 à Fullerton, est un associé de Leo Fender. 
Le parcours de ces deux hommes est une longue collaboration intimement liée à l'évolution de la guitare électrique. Il est également, avec Léo Fender, le cofondateur de G&L Musical Instruments.

## Biographie
Né à Hindsville, Arkansas, George Fullerton déménage dans le sud de la Californie en 1940. Il sert dans le Corps des Marines des États-Unis puis travaille ensuite chez Lockheed Aircraft en tant que machiniste tout en prenant des cours du soir afin d'approfondir ses connaissances dans le domaine de l'électronique,.
Leo Fender l'invite à rejoindre son entreprise et il devient employé à plein temps de la société Fender le 28 février 1948. Dans les premiers temps il participe à la réparation des amplificateurs qui est l'activité principale de la boutique, mais ses compétences l'amène à travailler avec Léo sur l'élaboration d'une guitare à corps plein. On lui doit des innovations de conception qui ont permis à Fender de produire sa première guitare électrique solid body, connue aujourd'hui sous le nom de Telecaster. Au fil du temps, George Fullerton travaille sur toutes les innovation qui sortent des ateliers. 
En 1965 lors du rachat de Fender par la société CBS, il reste aux services de la marque pour un contrat de cinq ans. Lui et Léo Fender quittent la firme Fender à la fin de leurs contrats en 1970, époque où ils créent la marque de guitare et d'amplis Music Man,. En 1979, après la vente de Music Man, George Fulleron et Léo Fender continuent leur collaboration et créent la marque G&L Musical Instruments (G est l'initiale de George et L celle de Léo)  
George Fullerton reprend du service pour la société Fender en tant que consultant au Fender Custom Shop en 2007. 
En novembre 2007, Fender édite une guitare Stratocaster 1957 et un amplificateur Pro Junior en édition limitée nommée George Fullerton 50e anniversaire,. 
George Fullerton est intronisé au Fender Hall of Fame en 2010.  